# August and Everything After
August and Everything After (en español: Agosto y todo después) es el álbum debut de la banda de rock estadounidense Counting Crows, lanzado el 14 de septiembre de 1993 por Geffen Records.
Cuatro sencillos fueron lanzados, el más alto de los cuales fue Mr. Jones, que alcanzó el número 5 en el Billboard Hot 100 y el número 2 en varias listas de Billboard específicas del género.

## Historia
El álbum fue producido por T-Bone Burnett y contó con los miembros fundadores de la banda: Steve Bowman (batería), David Bryson (guitarra), Adam Duritz (voz), Charlie Gillingham (teclados) y Matt Malley (bajo). Entre los varios músicos de sesión utilizados para el álbum, estaba el multinstrumentista David Immerglück; quien más tarde se unió a la banda como miembro a tiempo completo en 1999, así como Burnett, quien también proporcionó trabajo de guitarra adicional.
El álbum en sí fue bien recibido por los críticos y ha sido multiplatino en varios países, incluido Estados Unidos, donde ha vendido más de siete millones de copias y alcanzó el número 4 en la lista de álbumes Billboard 200. Más de 6 millones de copias del álbum se habían vendido hasta febrero de 2002, solo en los Estados Unidos.
La portada del álbum muestra letras escritas a mano de una canción llamada August and Everything After, pero la banda decidió no presentar la canción en el álbum; no fue hasta más de una década después que se tocó como parte de uno de sus conciertos en vivo. La canción fue lanzada el 24 de enero de 2019, como un Amazon Original.

### Relanzamientos
El 18 de septiembre de 2007, se publicó una edición especial de dos discos del álbum. El primer disco contiene el álbum original, remasterizado por Adam Ayan y Stephen Marcussen, con seis maquetas añadidas como bonus tracks. El segundo disco está tomado de la penúltima actuación de la banda durante la gira de August, grabada en el Elysée Montmartre en París (Francia), el 9 de diciembre de 1994.
El álbum August & Everything After: Live at Town Hall fue lanzado el 29 de agosto de 2011, con grabaciones en vivo de las canciones de este álbum.

## Lista de canciones
Todas las canciones escritas por Adam Duritz, a menos que se indique lo contrario.
1. Round Here (Duritz, Dave Janusko, Dan Jewett, Chris Roldan, David Bryson) – 5:32
2. Omaha – 3:40
3. Mr. Jones (Duritz, Bryson) – 4:33
4. Perfect Blue Buildings – 5:01
5. Anna Begins (Duritz, Bryson, Marty Jones, Toby Hawkins, Lydia Holly) – 4:32
6. Time and Time Again (Duritz, Bryson, Charlie Gillingham, Steve Bowman, Don Dixon) – 5:13
7. Rain King (Duritz, Bryson) – 4:16
8. Sullivan Street (Duritz, Bryson) – 4:29
9. Ghost Train – 4:01
10. Raining in Baltimore – 4:41
11. A Murder of One (Duritz, Bryson, Mate Malley) – 5:44

### Edición especial (2007)
1. Shallow Days (Acústicos Demo) (Duritz, Bryson, Jones, Hawkins, Holly) – 4:50
2. Mean Jumper Blues (Demo acústico) (Blind Lemon Jefferson) – 4:24
3. Love and Addiction (Demo) (Duritz, Bryson, Jones, Hawkins, Holly) – 4:21
4. Omaha (Demo) – 3:18
5. Shallow Days (Demo) (Duritz, Bryson, Jones, Hawkins, Holly) – 4:41
6. This Land Is Your Land (Demo acústico) (Woody Guthrie) – 3:44

## Personal
- Steve Bowman – tambores y coros
- David Bryson – guitarras y coros
- Adam Duritz – canto, piano y armónica
- Charlie Gillingham – piano, órgano Hammond, acordeón, Chamberlin y coros
- Mate Malley – bajo, guitarra y coros

### Músicos de sesión
- T-Bone Burnett – guitarra y productor
- Bill Dillon – guitarra y guitorgan
- Denny Fongheiser – Percusión y tambores
- David Immerglück – guitarras, mandolinas, guitarra de acero con pedal, mandoloncello y coros
- Gary Louris – coros
- Maria McKee – coros
- Mark Olson – coros

## Posicionamiento en listas
| Lista (1993–1994)                 | Peak Posición |
| --------------------------------- | ------------- |
| Australia (ARIA)                  | 12            |
| Austria (Ö3 Austria)              | 24            |
| Países Bajos (Album Top 100)      | 58            |
| Alemania (Offizielle Top 100)     | 56            |
| Nueva Zelanda (Recorded Music NZ) | 12            |
| Suecia (Sverigetopplistan)        | 22            |
| Reino Unido (UK Albums Chart)     | 16            |
| Estados Unidos (Billboard 200)    | 4             |

| Lista (1994)             | Posición |
| ------------------------ | -------- |
| Australian Albums (ARIA) | 29       |
| US Billboard 200         | 5        |

| Lista (1995)     | Posición |
| ---------------- | -------- |
| US Billboard 200 | 63       |

| Lista (1990–1999) | Posición |
| ----------------- | -------- |
| US Billboard 200  | 66       |